# Ямбол
Ямбол — місто в Південно-Східній Болгарії. Воно є адміністративним центром Ямболської області, а також центром і єдиним населеним пунктом  общини Ямбол. За даними останнього перепису  станом на 31 грудня 2015 року населення міста складає 70 224 особи.

## Назва
Ямбол назвався  протягом багатьох років: Діосполіс, Дамополіс, Дямполіс, Діанполіс, Хіамполіс, Дінібулі, Дубілін, Діамболі, Янболу, Ямболі, Янболі і його нинішня назва Ямбол.  У західних історичних джерелах його назвали Гренбоел.

## Географія
Місто Ямбол розташоване в Південно-Східній Болгарії на двох берегах річки Тунджа. Воно розташоване в 77 км від Чорного моря і на південь від траси Софія - Бургас. 
Для області характерна відносно м'яка зима — середня температура січня 0,2 ° С, тепле літо, середньомісячна температура липня 23,2 ° С. Середньорічна максимальна температура становить 17,9 ° C, середній річний мінімум - 6,4 ° C. Середньомісячна температура становить 12 ° С. 

## Історія

### Стародавні часи і античність
Родючі землі долини Тунджи були заселені з найдавніших часів. Виявлено більше 30  курганів у цьому районі, серед яких добре вивчені біля селищ Веселиново, Рачева і Марчева.  
У селі Яс-Тепе відкриті залишки 26 видів диких і домашніх тварин (з пізньої залізної добиу (3000-2000 років тому), серед яких вимерлий тур (Bos primigenius), кінь дикий (Equus ferus ferus),  бобер європейський (Castor fiber),  журавель сірий (Grus grus), і дрохфа (Otis tarda). 

### Середньовіччя
Історія Ямбола почалася ще до створення болгарської держави. У 293 р Імператор Діоклетіан здійснив подорож по цих землях.    Шлях імператора проходив через місце, де зараз знаходиться Ямбол і де, мабуть, було невелике поселення.  Імператор був вражений родючими землями, прекрасною природою, хорошими умовами життя і вирішив, що в цьому місці має бути місто з божественним ім'ям Діосполіса, міста Зевса. 
Серед кісткових залишків середньовічного некрополя в місті з 9-12 ст.  палеоорнітологом проф.  Златозаром Боєвим знайдені кістки домашньої курки (Gallus gallus f. Domestica). 
Місто є одним з перших на Балканах, яке дало сильний опір туркам і було захоплене в 1373 році після тривалої облоги.  Частина вражаючих фортечних стін і веж середньовічного Ямбола збереглися.  З часів Османської імперії в місті збереглися дві пам'ятки архітектури: Безистен і мечеть Ескі. 

### Напередодні Визволення
Розташоване на двох берегах річки Тунджа, місто мало дві частини — Каргона або Новий Ямбол, а також Ескі або Старий Ямбол, з'єднані мостом. Наприкінці 1877 р. Населення міста становило близько 8 тис., З них 4500 болгар, 2000 турків, 1000 євреїв і 500 інших національностей. Були доступні такі громадські будівлі: Безистен (критий ринок), годинникова вежа, 21 фонтан, конак (районне управління), телеграфна станція, 3 мости, 17 мечетей, 2 церкви, 2 лазні. 
У 1877 р   була побудована залізниця між Стамбулом і Пловдивом.  З Харманлі є зв'язок з Ямболом.

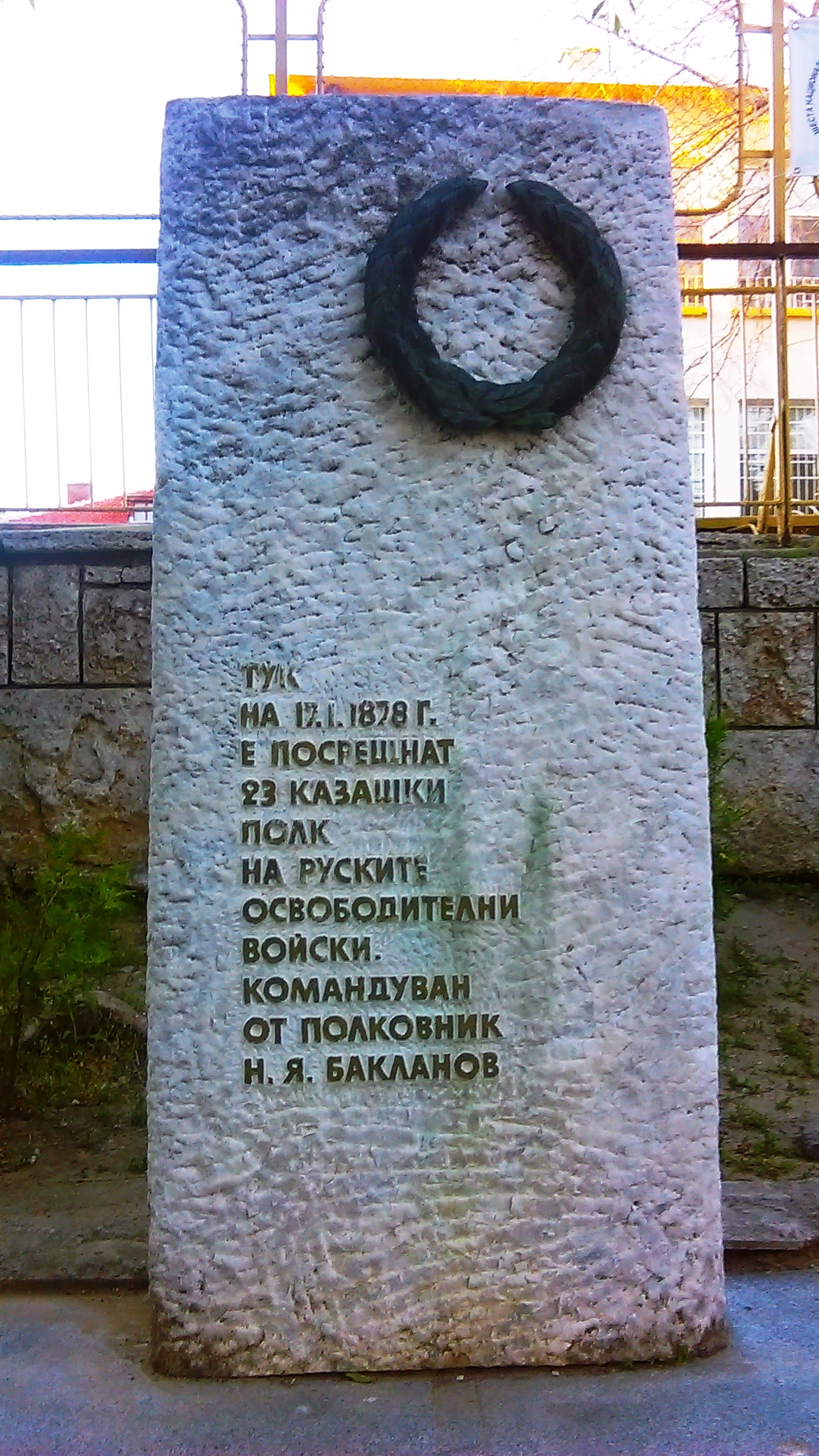
Меморіал визволення Ямбола

Турецькі війська були викинуті зі своїх стратегічних позицій на перевалах Старої Планини.  Турецькому командуванню було зрозуміло, що вони не зможуть перемогти на полях Фракії, і тому швидко повернули до столиці забравши залишки своєї розбитої армії. 
Місто постраждало від пожежі. Після виведення регулярних частин 12 - 13 січня Керим паша наказав спалити будинки в  містечку. В результаті майже всі болгарські та єврейські будинки були знесені. Збереглася лише мечеть Ескі, Безистенат і міська годинникова вежа. Болгарське населення зазнало  звірств та знущань . Значна частина населення втекла за  гору Заячу до села Кабиле, щоб зберегти принаймні свою честь і життя. 13 січня турки підпалили школу і  церкву Св. Георгія. 15 січня вже турецьке населення міста почало тікати до Едірне. Кожна турецька родина завантажила від 2 до 3 автомобілів з викраденими товарами та побутовими речами. 17 січня в місті знову вторгся великий ескадрильйський загін, потім загинули священики Георгій Снегов, Іван Михалакиєв і Тоте Драгиєв і багато інших невинних громадян. Пізніше, 17 січня 1878 року, воїни 23-го Донсько-козацького полку вперше увійшли до спустошеного міста без бою.  Наступного дня, на Богоявлення, вцілілі ямболці урочисто святкували своє звільнення. 

### Після Звільнення
Ямбол прославився тим, що після російсько-турецької війни 1828-1829 років  область генерує найбільш масові  хвилі еміграції до Бессарабії та Добруджі.  Їх провокує бажання місцевого населення, що залишилося під владою Османської імперії, зберегти отриману (за підтримки християнської армії)  незалежність після виведення російської армії.  Цей процес депопуляції, характерний для Південно-Східної Болгарії, згодом частково компенсується іншим процесом - майже століття по тому багато болгарських біженців з Східної Фракії оселилися в Ямболській області. 
У першій половині ХХ століття Ямбол славиться своєю мінеральною водою і мінеральними ваннами, конками, знаменитими фазанами, великим  ангаром для дирижабля з 1917 року.  та іншими визначними пам'ятками. 

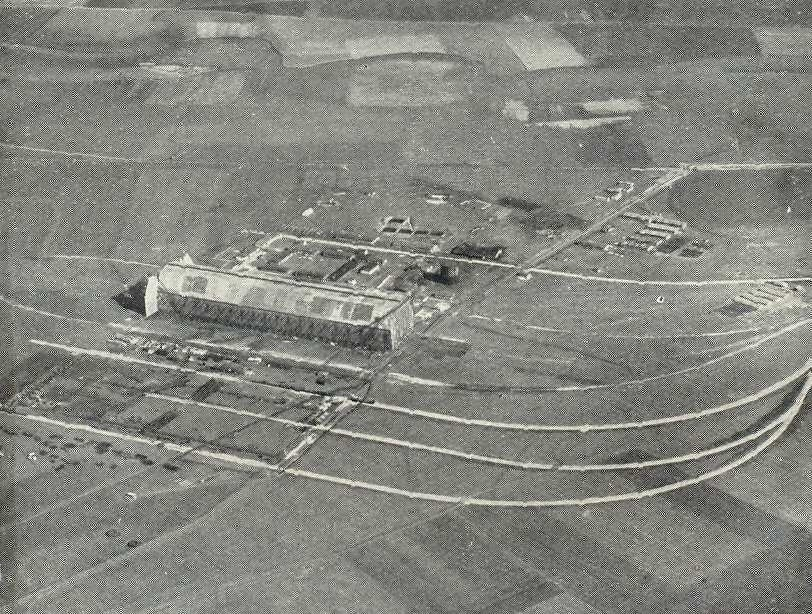
Ангар "Ямбол"

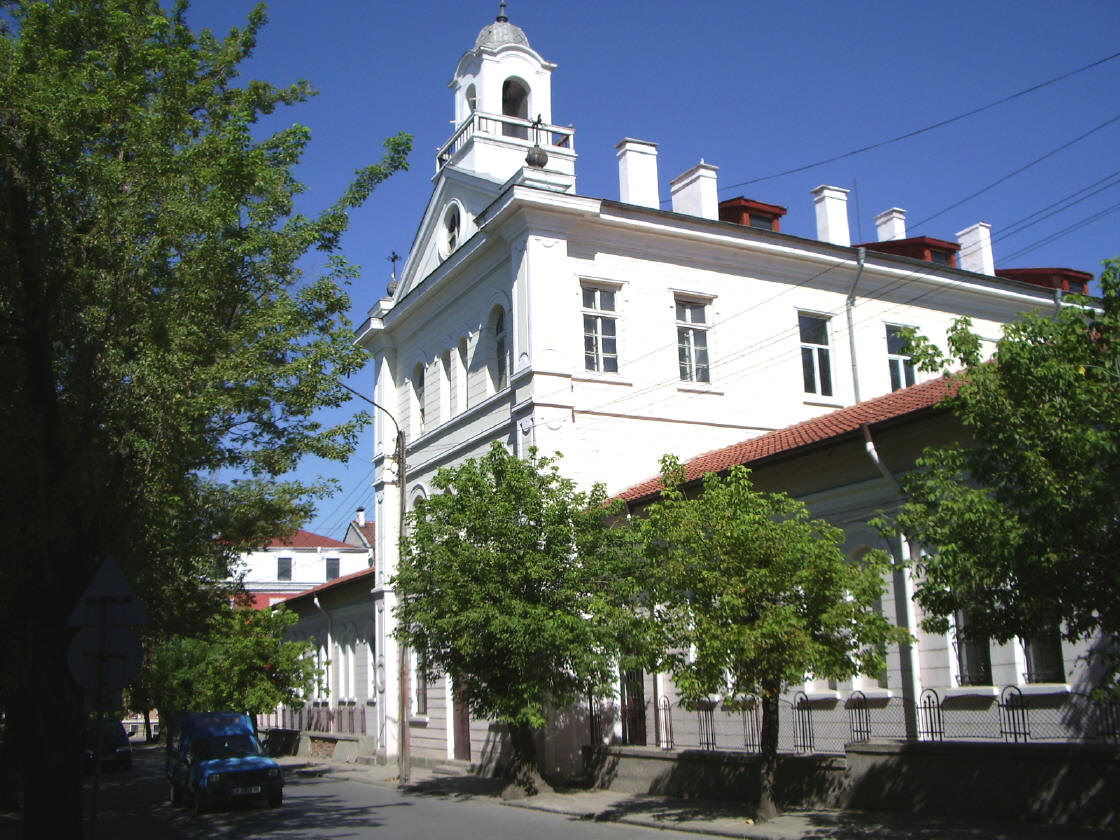
Католицька церква

Під час  Першої світової війни південна військова база для дирижаблів центральних держав - Ямбол - виявляється відправною точка для спеціальної місії - польоту бойового дирижабля «LZ 104» (тактичне позначення «L.59»).  «Das Afrika-Schiff» - транспортний дирижабль німецького імператорського флоту, прибув з Фридрихсхафен 4 листопада 1917р. Його завдання полягало в тому, щоб забезпечити аварійним запасом (боєприпаси, медикаменти і т.д.) силами генерал-майора Пауля фон Леттова-Форбека в німецькій Східній Африці, в межах одного рейсу без  дозаправки. Після двох невдалих спроб 21 листопада 1917 року  "Das Afrika-Schiff" встигає взяти запланований маршрут на південь - Едірне, Мармурове море, узбережжя Малої Азії і o. Крит. Місія достроково припинилася 23 листопада через погіршення становища німецької колоніальної влади в Східній Африці, що поставило під сумнів кінцевий успіх цієї діяльності. Цеппелін повернувся в Ямбол 25 листопада, після 95-годинного безперервного польоту (рекордним досягненням на свій час)  в 6800 км. 

## Управління

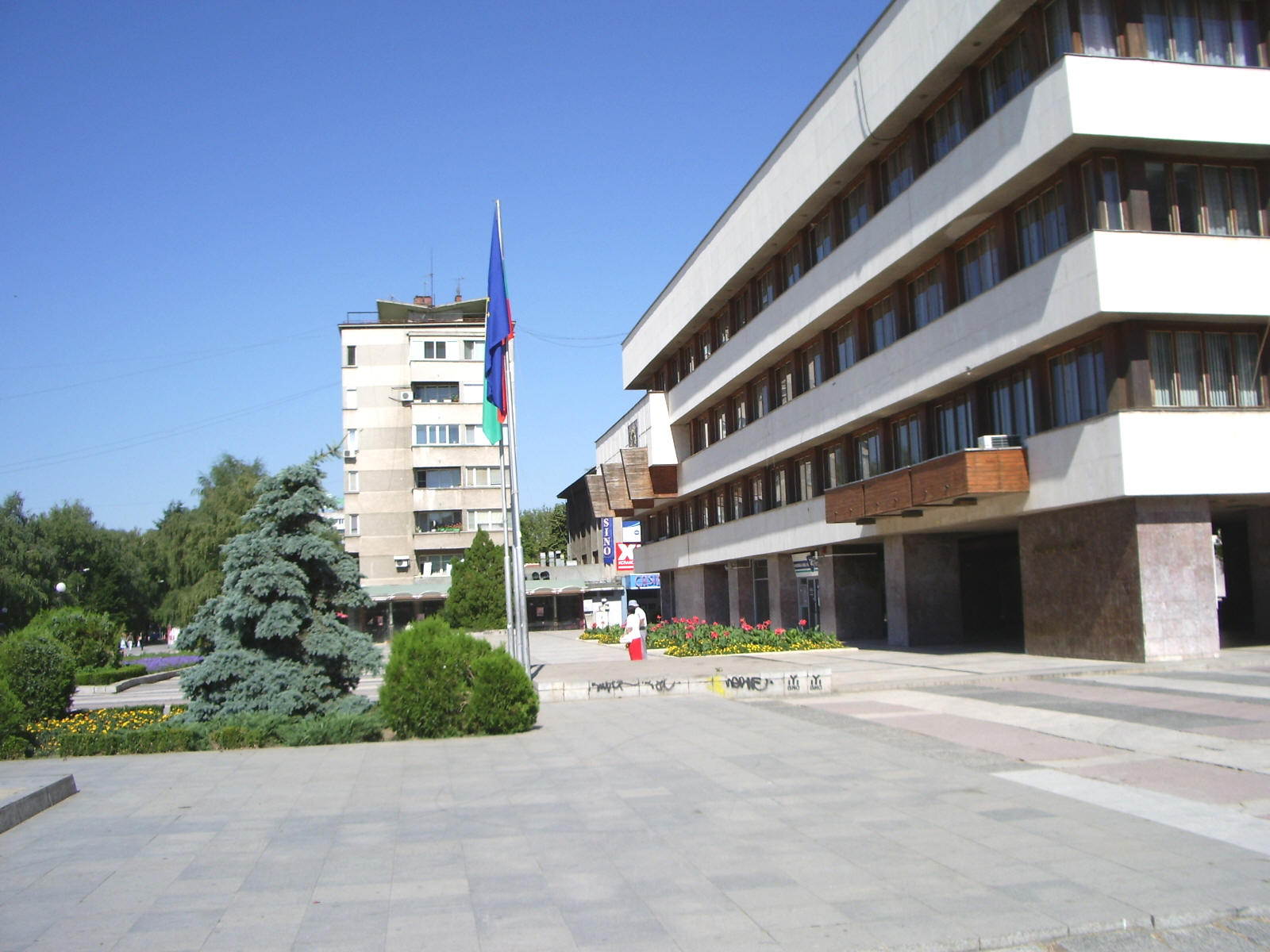
Вул. Раковського та будівля муніципалітету Ямбола

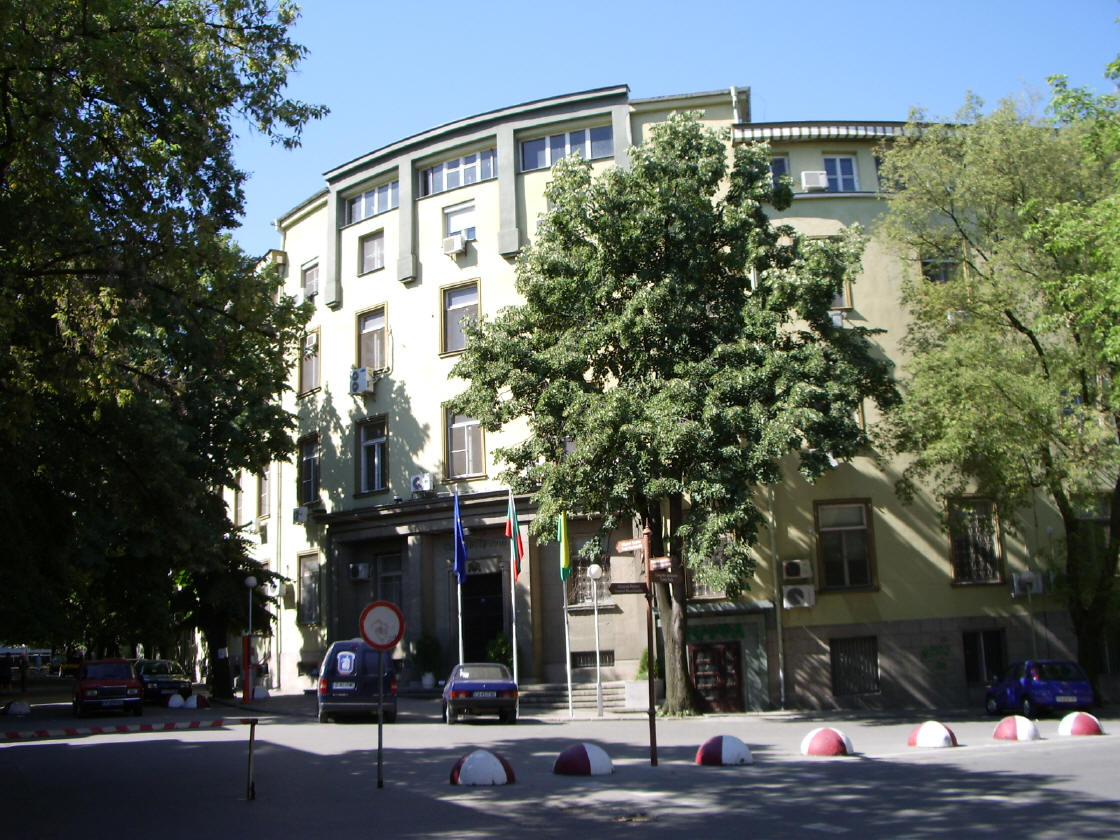
Будинок Ямболського обласного суду

Колективним органом самоврядування є муніципальна рада, мер міста - орган виконавчої влади.  Міська адміністрація впроваджується шістьма дирекціями, які включають адміністративні та юридичні послуги, фінансову та економічну діяльність та управління майном, просторове планування та розвиток, фінанси та економічну політику, муніципальне майно та соціальний розвиток. 

### Мер
Георгій Іванов Славов

### Міська рада
Голова - Данаїл Георгієв Ібрушимов 

## Економіка

### Промисловість

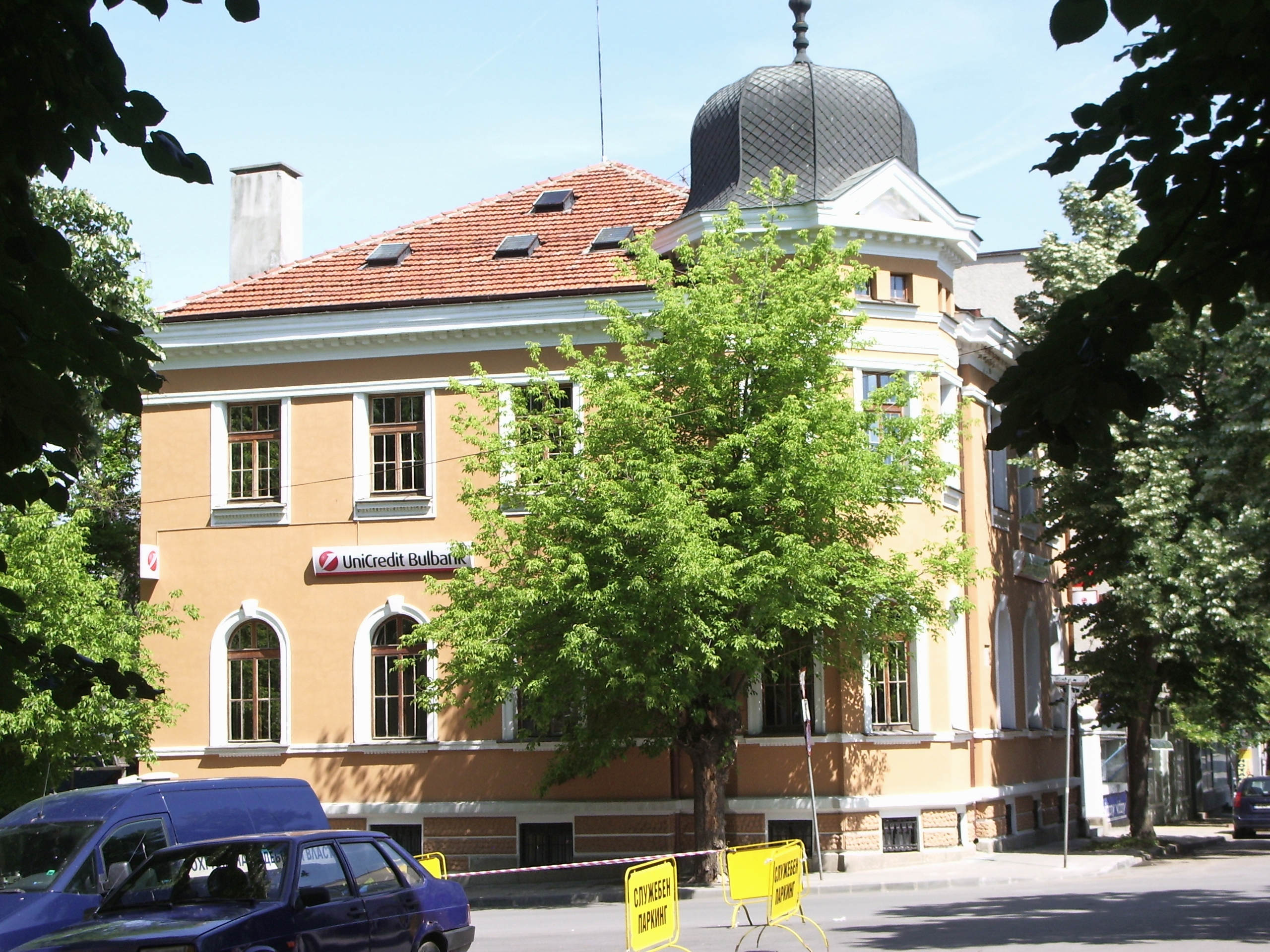
Будинок "УніКредит Болбанк"

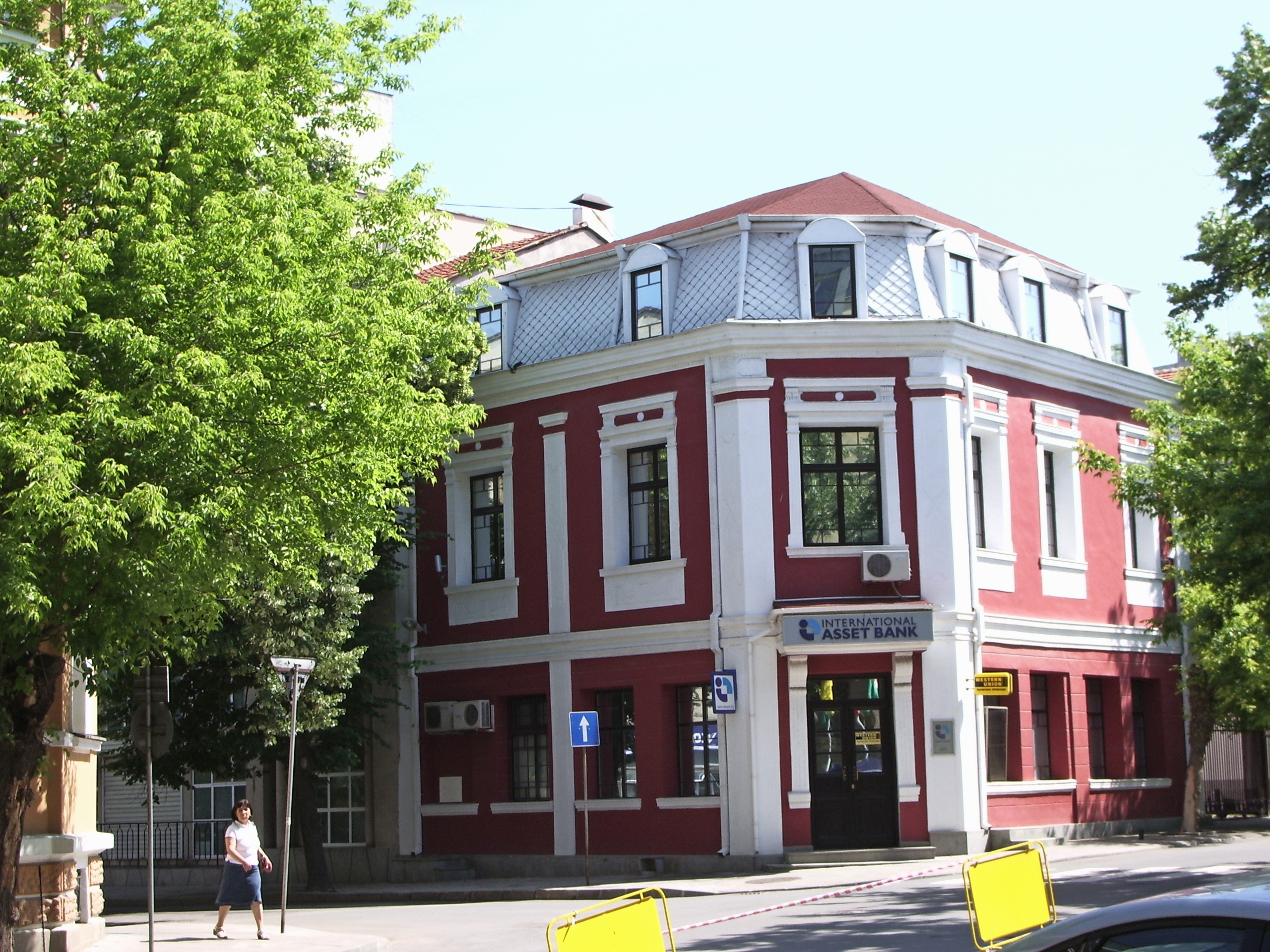
"Асетбанк"

Промисловість є найважливішим сектором економіки Ямбола.  Його структура охоплює наступні підгалузі: харчова промисловість; хімічна промисловість; машинобудування та металообробка; текстильна та трикотажна промисловість; швейна промисловості та ін.  У Ямболі розвиваються нові промислові сектори, такі як виробництво автомобільного електрообладнання та переробка  пластмас.  Серед великих промислових компаній, що визначають зовнішній вигляд промисловості міста, є: "Темпо М", "Синтер М", "Гідравлічні елементи і системи", "Екопласт Файбер", "Язаки Болгарія", "Мироліо", "Белла Болгарія", "Тунджа", "Папас оліо", "Карил" "Винпром Ямбол" та інші. 
Розвиток діяльності малих і середніх підприємств є важливим для регіональної економіки.  Основна мета розвитку промисловості Ямболської області ґрунтується на наявному промисловому потенціалі, із залученням місцевих та іноземних інвестицій, для забезпечення зростання виробництва, відновлення кінцевої продукції та підвищення її конкурентоспроможності на внутрішньому та міжнародному ринках. 

### Сільське господарство
Регіон був визнаний одним з найбільших сільськогосподарських виробників країни.  Виробництво: хліб і фуражна пшениця; ячмінь; кукурудза; соняшник олійний; якісні сорти винограду червоного і білого; фрукти та овочі; технічні культури - бавовна, соняшник, коріандр. 
Ямболська область становить 6,1% сільськогосподарських земель країни. Загальна площа земель сільськогосподарського призначення в Ямболській області на 31.12.1999 р. становить 2 580 392 га, з них мають системи зрошення 79 000 га. 
Основними сільськогосподарськими культурами, які виробляються, є: 
- Пшениця
- Ячмінь
- Соняшник
- Червоний і білий виноград
- Технічні культури

Тваринництво орієнтоване на виробництво м'яса (свинини та яловичини) та молока (коров та овець).  Добре розвинене виробництво овець, свиней, риби та фазанів.  Перспективи подальшого розвитку сільського господарства полягають у збільшенні виноградників, пивоварінні; розвитку молочного скотарства; залученню інвестицій у харчову промисловість з прямими інвестиціями в сільське господарство, своєчасне відновлення, розширення та модернізацію систем; створення сучасної кормової бази та багато іншого. 

### Лісове господарство
Фонд лісового господарства займає 15% території Ямболської області. Умови підходять для організованого туризму. 

## Інфраструктура

### Освіта та наука

#### Школи
- Факультет техніки і технологій[5] Фракійського університету, Стара Загора
- Професійна вища економічна школа "Георгій Стойков Раковський"
- Вища школа іноземних мов "Василь Карагьозов"[6]
- Вища школа математики ім. Атанаса Радева
- Вища школа ім. Василя Левського
- Вища архітектурно-будівельна школа "Кольо Фичето"
- Професійна вища школа сільського господарства та тваринництва "Христо Ботев"
- Професійна вища школа легкої промисловості, екології та хімічних технологій[7]
- Професійна середня школа з підйомного, будівельного та транспортного обладнання "Никола Йонков Вапцаров"[8]
- Професійна вища школа харчових технологій та туризму[9]
- Професійний технічний факультет імені Івана Райнова[10]
- Спортивна школа П'єра де Кубертена
- Середня школа "Св.  Климент Охридський "
- Початкова школа ім Любена Каравелова
- Початкова школа Микола Петрині
- Початкова школа "Христо Смирненські"
- Початкова школа "Димчо Дебелянов"
- Початкова школа "Петко Рачов Славейков"

#### Обсерваторія і планетарій
Ідея побудови Національної астрономічної обсерваторії та планетарію (НАОП) в Ямболі виникає в той час, коли в науці відбуваються епохальні події - запуск першого штучного супутника на Землі, політ першого космонавта, ступання людини на місяць. 
За рік до відкриття НАОП розпочато підготовку до його створення, обладнання та меблів.  Використовувався досвід обсерваторій і планетаріїв, які були побудовані на сьогоднішній день у Старій Загорі, Димитровграді і Варні. 
У березні 1970 року був сконструйований і побудований купол телескопа, а в квітні був поставлений перший телескоп - 150/2250, тип "Касагрен".  Телескоп і планетарій "Kleine Palnetarium " ZKP-1, вироблений заводом "Карл Цейс" у Німеччині, був доставлений на Пловдивський ярмарок у вересні. Активна підтримка установки обладнання забезпечується покійним Бончо Боневим з обсерваторії в Старій  Загорі і Миколою Петровим з НАОП - Варна. У той же час починаються перші позакласні уроки астрономії. Пан Момчев призначений головою НАОП. Так 21 березня 1971 року  академік  Бонев відкриває третій планетарій в Болгарії - Ямболський. 

### Охорона здоров'я

#### Лікарня Св. Пантелеймона
- 11 березня 1879 року вона була урочисто відкрита.   Пізніше, описуючи стан лікарень Східної Румелії, князь Шаховський згадує, що міська лікарня в Ямболі знаходиться у відносно хорошому стані, але кошти, які є в розпорядженні місцевої влади, не покривають витрат.
- З 1912 року почалося будівництво будівлі лікарні, яке закінчилося в 1914 році.    Будинок був двоповерховим.
- У 1986 році  в Ямболській районній лікарні з`явилася перша лазерна лабораторія в країні.
- У 1998 році після тендеру було придбано медичне обладнання : комп'ютерна томографія, апарат лапароскопічної мікроінвазивної хірургії, судинний допплер, монітори,  компресор.  З новим обладнанням лікарня відповідає новим вимогам до акредитації та захищає інтереси своїх пацієнтів.
- У 1999 році в дев'яти павільйонах лікарні, було 827 ліжок. У зв'язку з новими соціально-економічними умовами в країні і регіоні, зміною чисельності населення та його вікової структури, Ямболська лікарня реструктуризується і зменшує кількість ліжок на 596 ліжок.
- У березні 1999 року лікарня відзначила свою 120-річну історію.

#### Лікарня "Св. Іоанна Рильського"
- Лікарня "Св. Іоанна Рильського" була створена у 2008 році як приватна ініціатива в місті Ямбол. Спочатку вона функціонує як спеціалізована хірургічна лікарня для активного лікування і з січня 2012 року  - як багатопрофільна лікарня для активного лікування (з відкриттям нових відділень).  Лікарня та медичний центр працюють з місцевими та зовнішніми фахівцями.  Лікарня надає медичну допомогу в лікуванні гострих і хронічних захворювань, травм і станів, що потребують хірургічного лікування.  Хірургічні втручання проводяться на шлунково-кишковому тракті, області жовчного печінки, періанальному просторі,  тощо.

#### Лікарня кардіології
- Лікарня має 30 ліжок з електронним контролем ситуації в одномісних або двомісних номерах. Вона також має власні відновлені транспортні засоби, які можуть перевозити важкохворих у режимі 24/7. Інтенсивний відділ лікарні має 24-годинний електронний та персональний моніторинг необхідних показників і має 6 ліжок.  Відділ також оснащений найсучаснішим сучасним обладнанням, необхідним для лікування пацієнтів у критичному стані.

### Транспорт

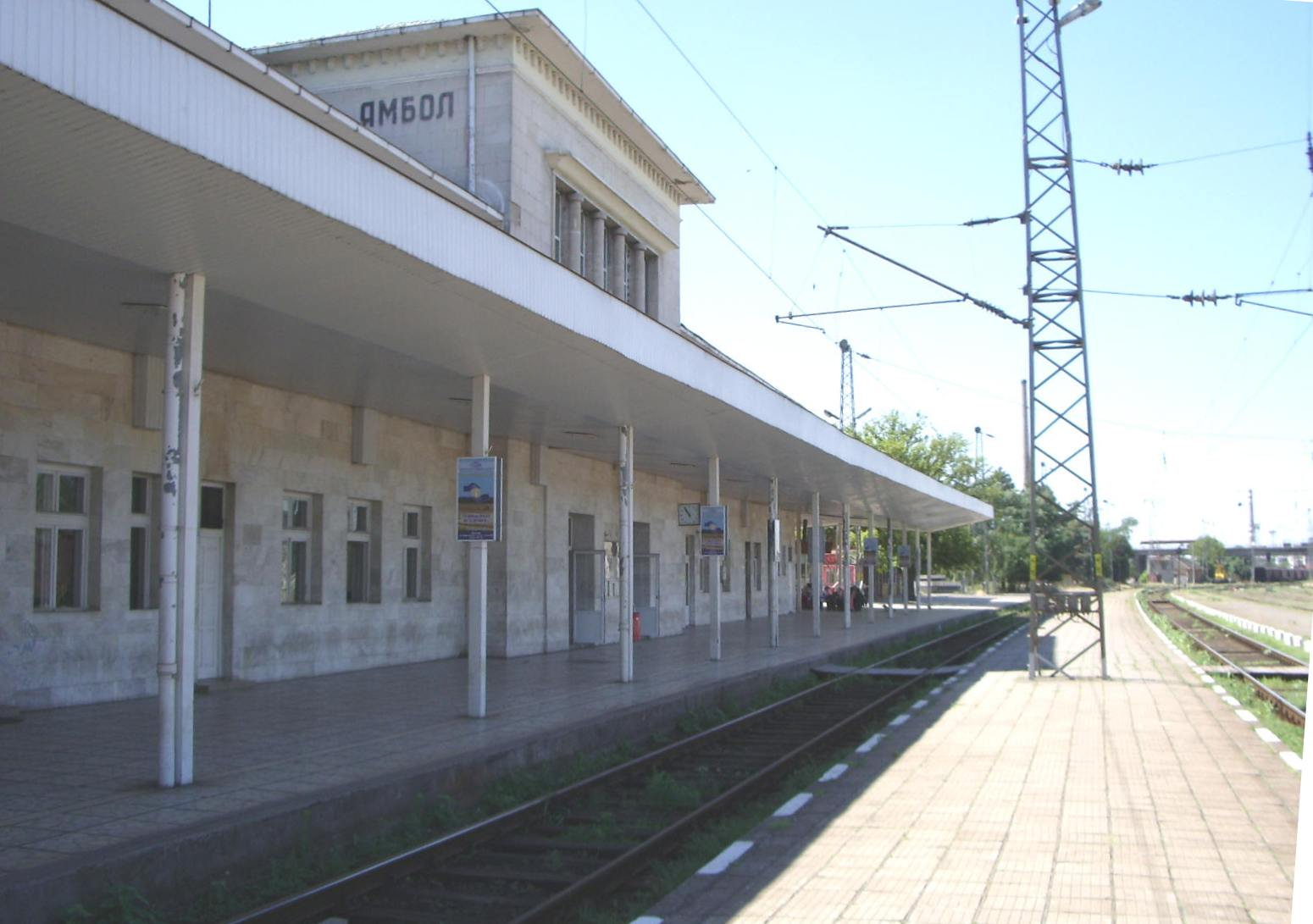
Залізнична станція в Ямболі

Перевезення в межах міста - таксі та автобуси.  Міський транспорт забезпечується залізничним та автобусним транспортом. 
Місто обслуговують дві компанії - "Ямболський автобус" і софійський "Юніон Івоні".  
Місто розташоване на 8-й лінії - Пловдив - Чирпан - Стара Загора - Нова Загора - Ямбол - Карнобат - Бургас. Це дає чудову можливість з'єднатися з районними містами лінії.  Лінія була значною мірою замінена в 2012-2014 роках.  Залізнична станція в Ямболі знаходиться у відносно незручному місці, оскільки знаходиться в промисловій зоні. 

### Радіо
У Ямболі транслюються наступні радіостанції: 
| Частота, МГц | Радіостанція                  |
| ------------ | ----------------------------- |
| 87.8         | БНР Програма Горизонт         |
| 91.2         | Радіо Веселина                |
| 91.9         | Радіо Бургас                  |
| 92.6         | БГ Радіо                      |
| 94.2         | Радіо FM +                    |
| 94.7         | Радіо 1                       |
| 95.5         | Радіо 999                     |
| 97.2         | Радіостанція БНР Стара Загора |
| 98           | Радіо 1 Рок                   |
| 98.7         | Програма БНР "Христо Ботев"   |
| 99.4         | Болгарія у ефірі              |
| 101.2        | Радіо Дарик                   |
| 101.7        | Радіо Фокус                   |
| 102.2        | Z-Rock                        |
| 104.2        | Радіо N-JOY                   |
| 105.7        | Радіо Fresh                   |
| 106.4        | Радіо Витоша                  |

### Телебачення
У Ямболі транслюються наступні цифрові телевізійні програми: 
| Телеканал | Телебачення                                                 |
| --------- | ----------------------------------------------------------- |
| 37        | bTV, Нове телебачення, БНТ1, БНТ2, БНТ HD, Болгарія в ефірі |

Кабельні оператори в Ямболі - Diana Cable TV і TV EPA. 

## Культура
У місті є православні церкви ("Св.  Микола", храм "Св.  Георгія", "Св.  Трійця", католицька та протестантська церкви (мормонська церква, адвентистська церква, Апостольська реформаторська церква, євангельська церква, євангельська баптистська церква) та мечеть. Колишню синагогу в даний час використовують як картинну галерею.  

### Історичний музей

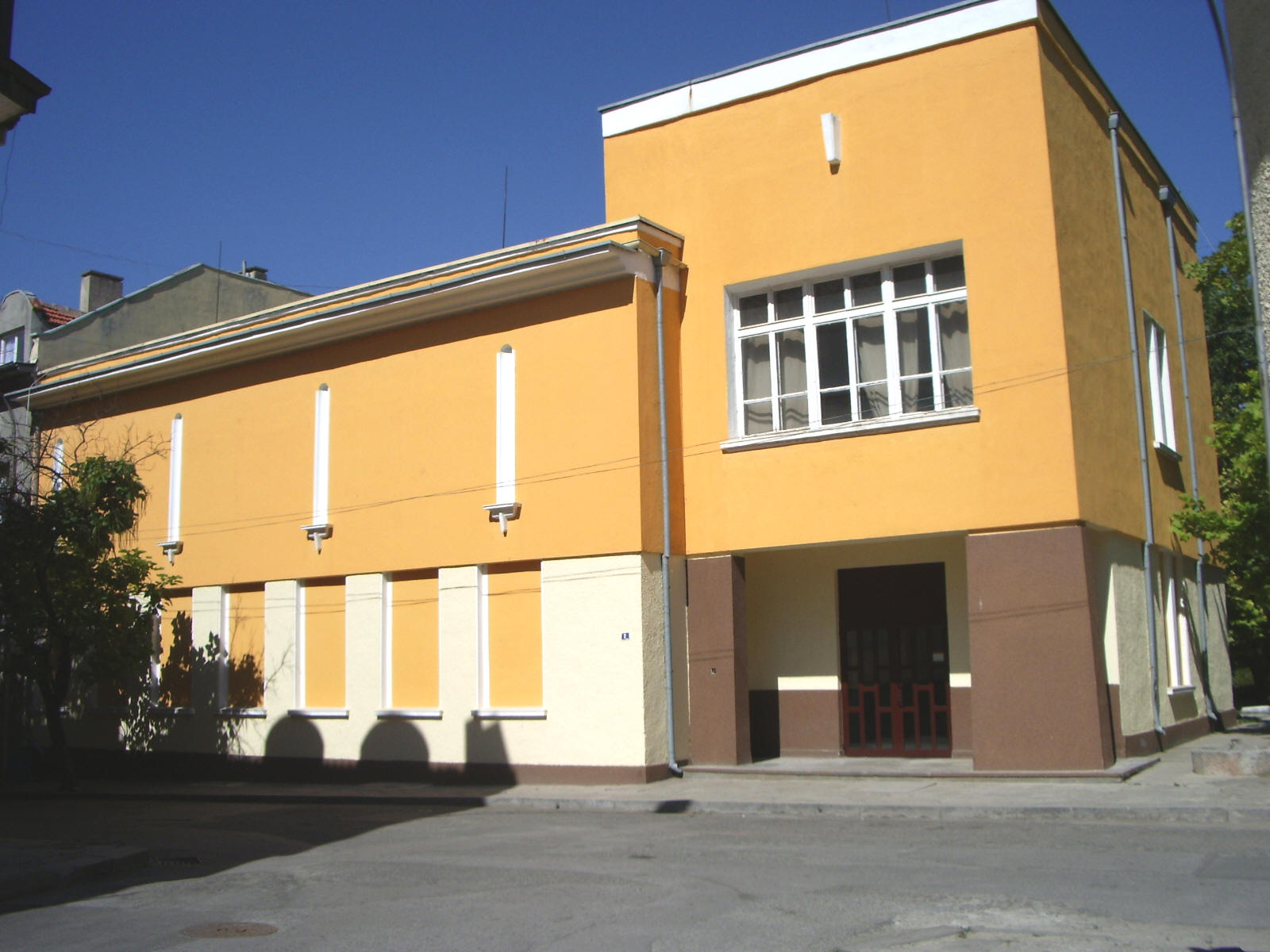
Будівля Історичного музею в Ямболі

Регіональний історичний музей в Ямболі має комплексну експозицію, яка відстежує історію міста та регіону від неоліту до наших днів.  У залах музею знаходиться  унікальна експозиція "Драма" з фрагментами кераміки  микенської  епохи. 
На сьогодні в музеї працюють фахівці, розділені на 4 основні кафедри: «Археологія» (включає доісторичний період, античність, середньовіччя і нумізматику), «Болгарські землі XV-XIX ст."," нову та найновішу історію" та " зв'язки з громадськістю".  У музеї також є студія реставрації та консервації. 
Фонди музеїв (первинні та вторинні), мають близько 90 000 експонентів рідної історії, деякі з яких мають неоціненну наукову цінність, розподілені у відповідних відомствах. 

### Театри

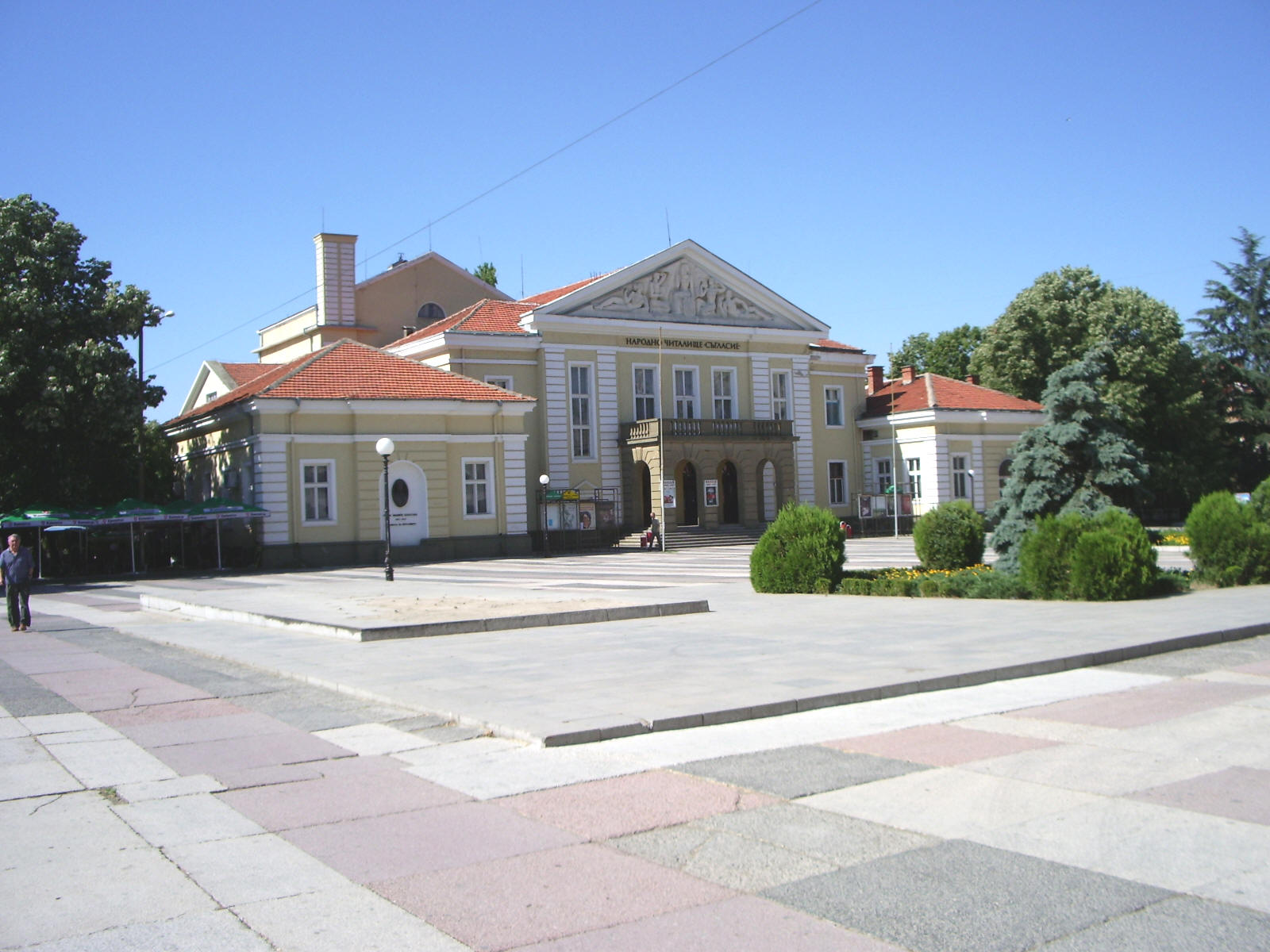
Драматичний театр "Невена Коканова"

- Драматичний театр "Невена Коканова",  вул. Г. С. Раковського "20
- Ляльковий театр, вул. Георгія Папазова, 1

### Кіно

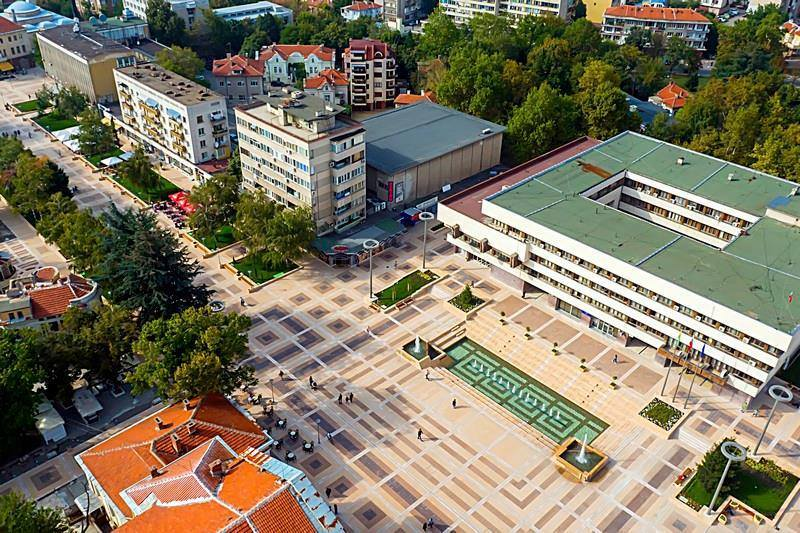
Оновлений центр

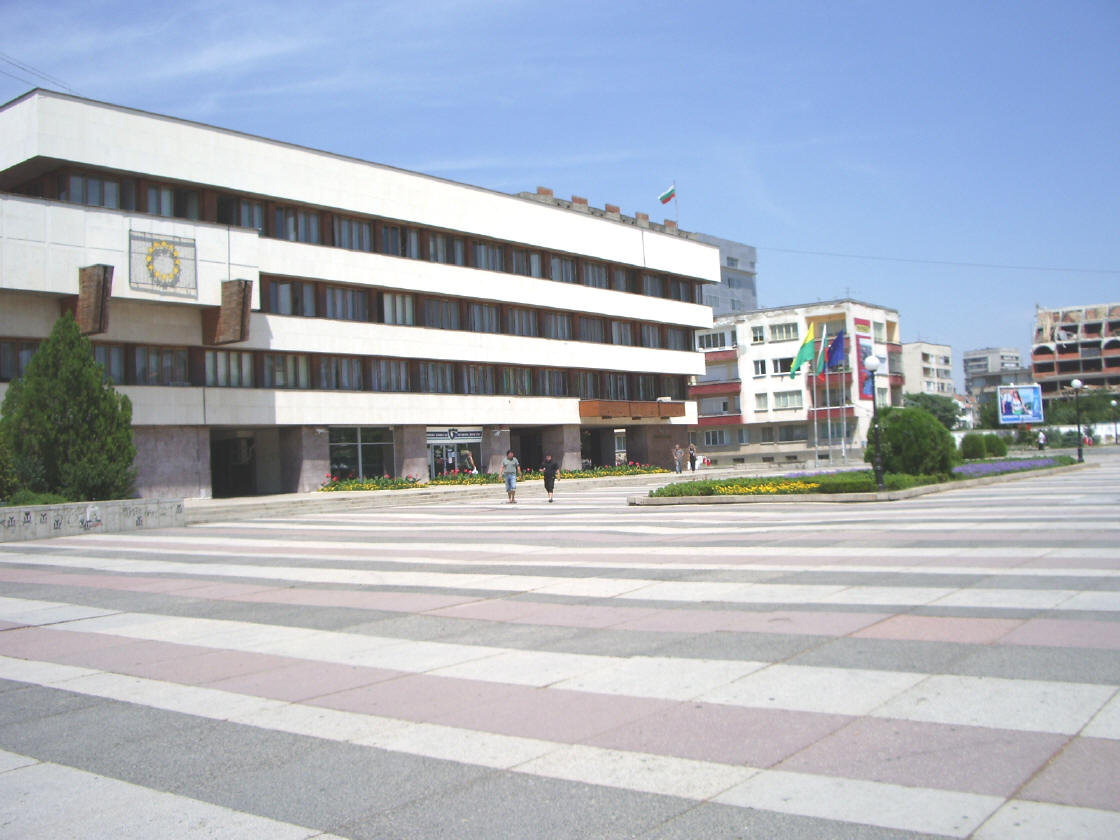
Площа перед будівлею муніципалітету, де проводяться більшість щорічних змагань

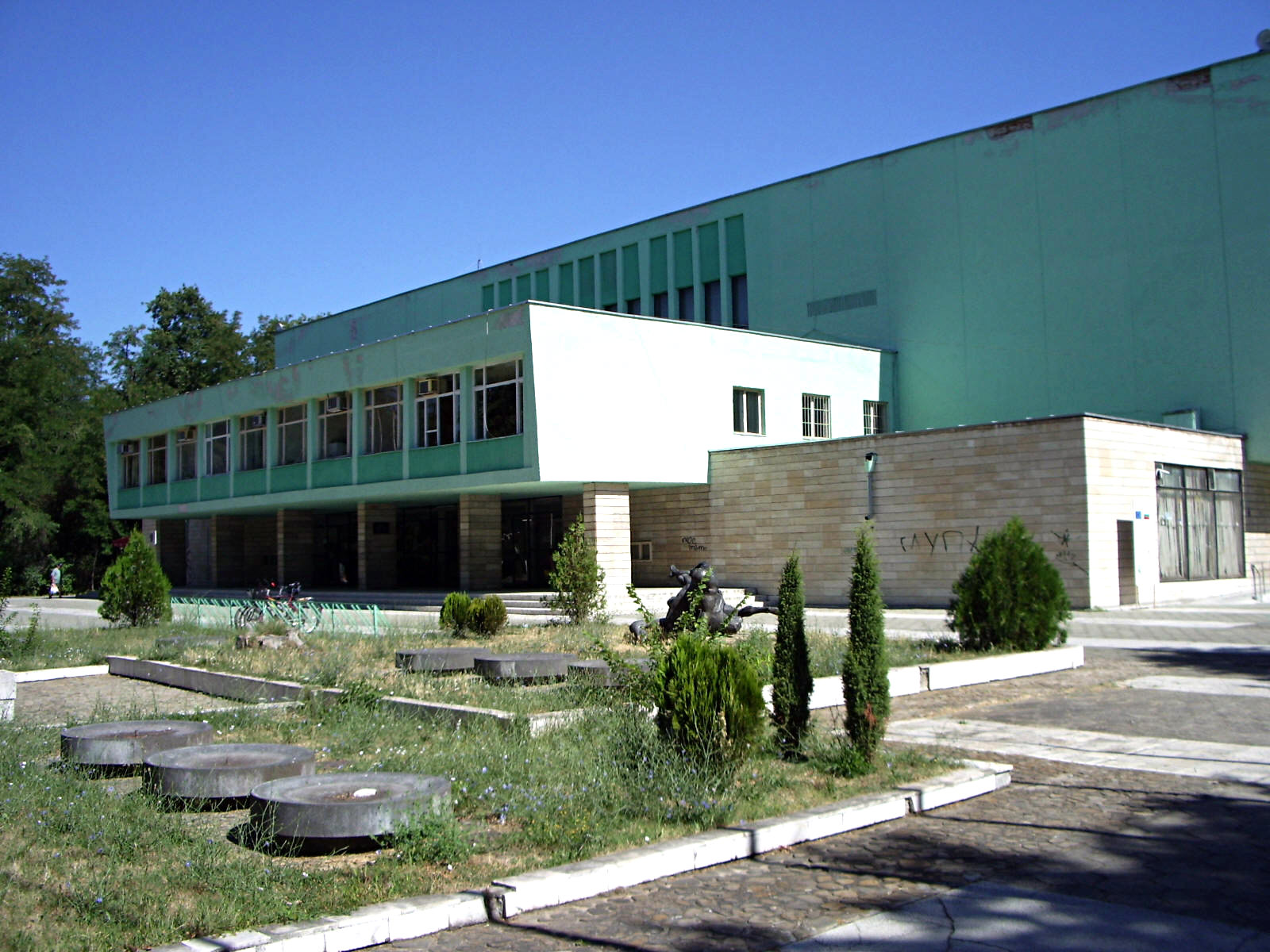
Спортивний зал "Діана"

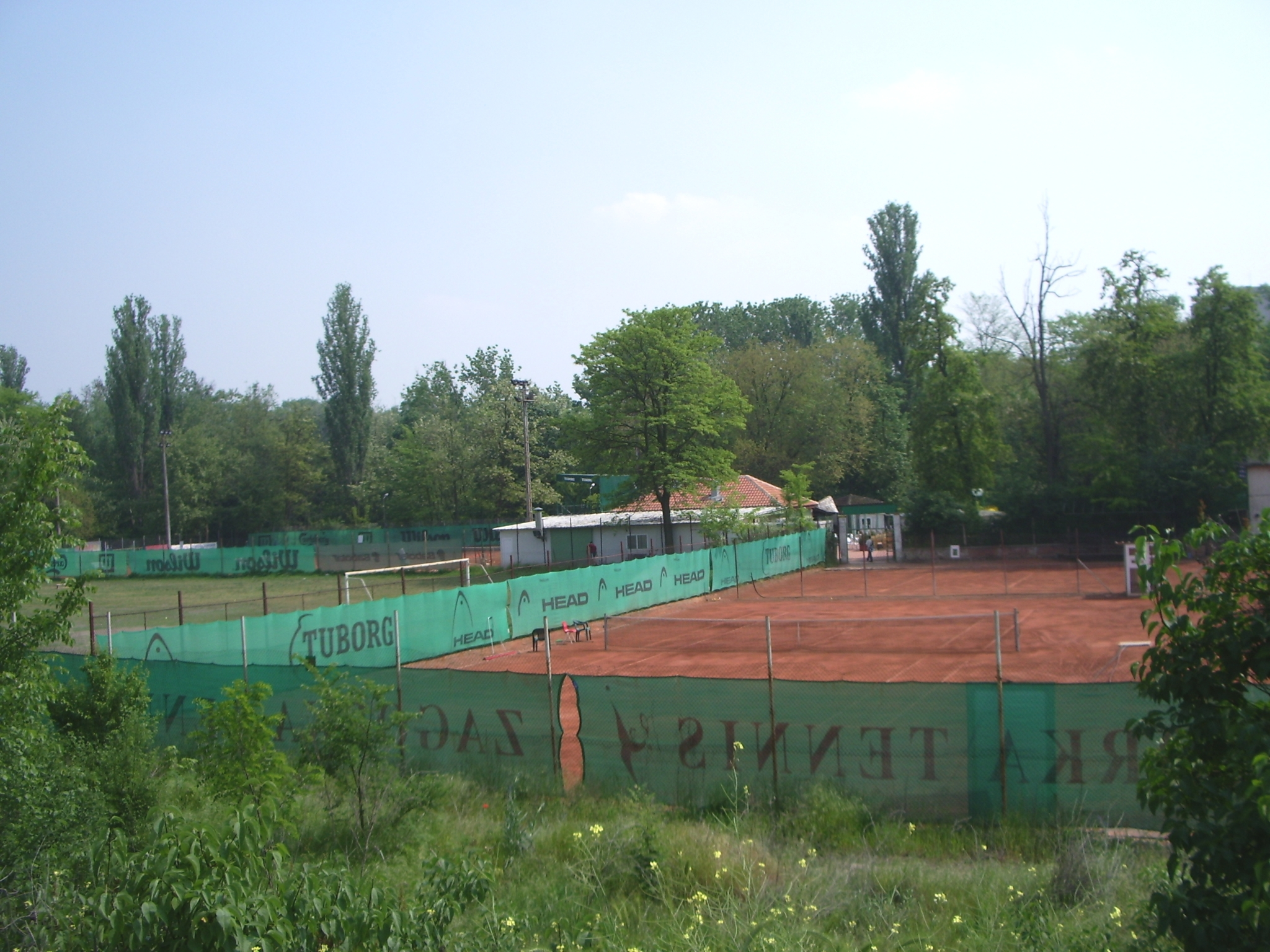
Міський парк

- Кінотеатр Еліт, сайт в Ямболі [Архівовано 24 лютого 2019 у Wayback Machine.]

### Визначні пам'ятки

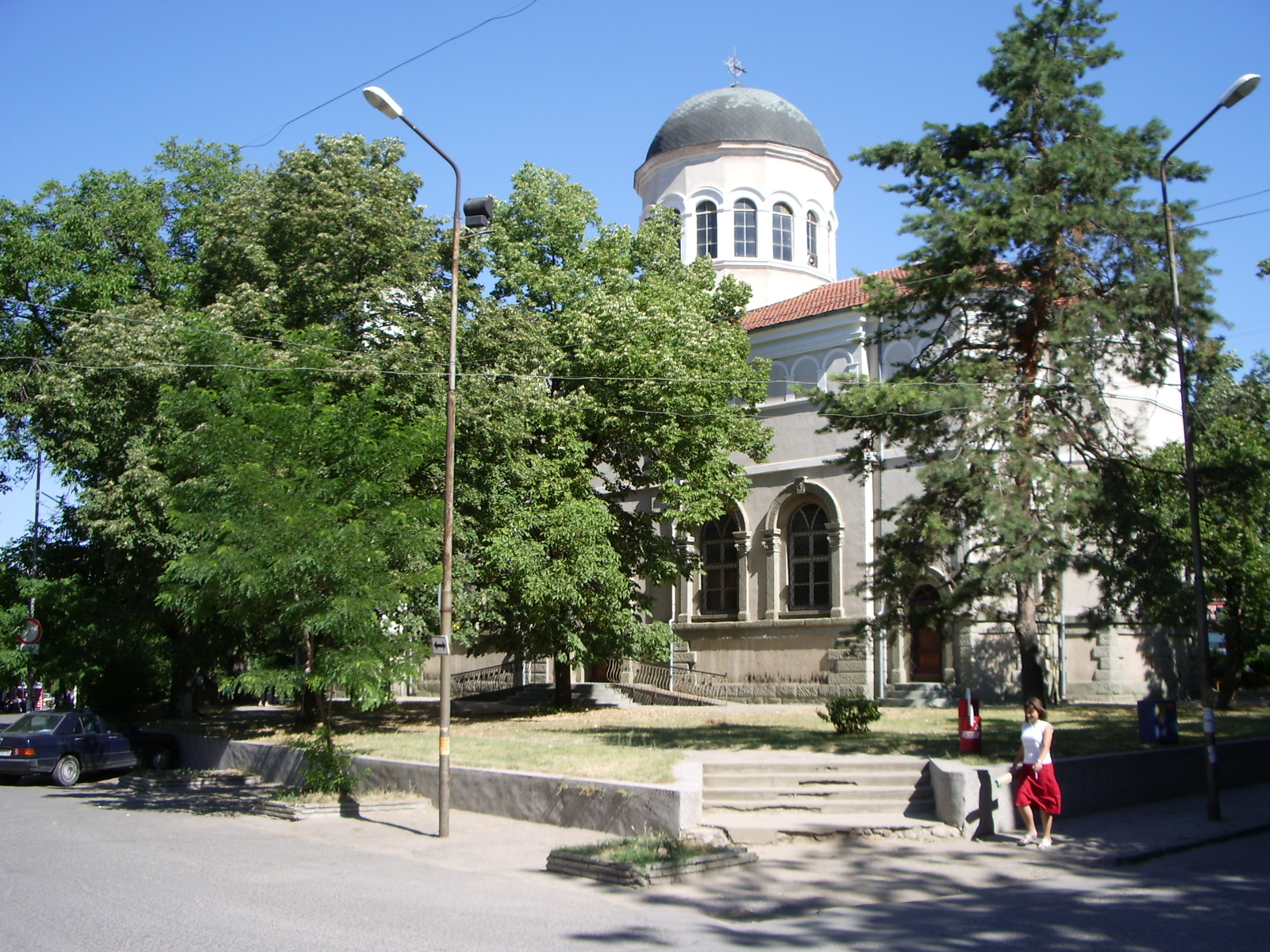
"Храм" Святий Миколай Чудотворець "

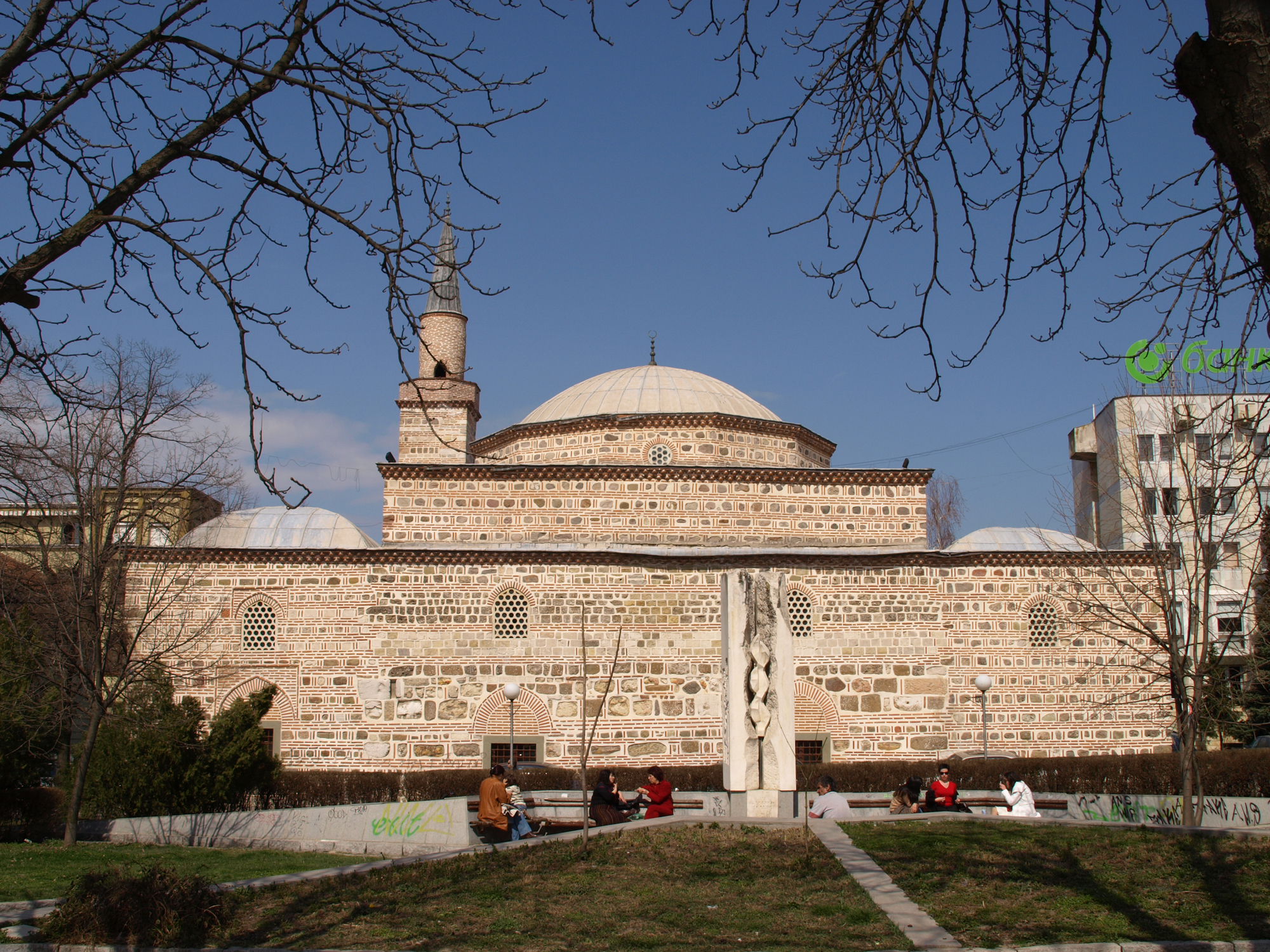
Мечеть Ескі (стара мечеть)

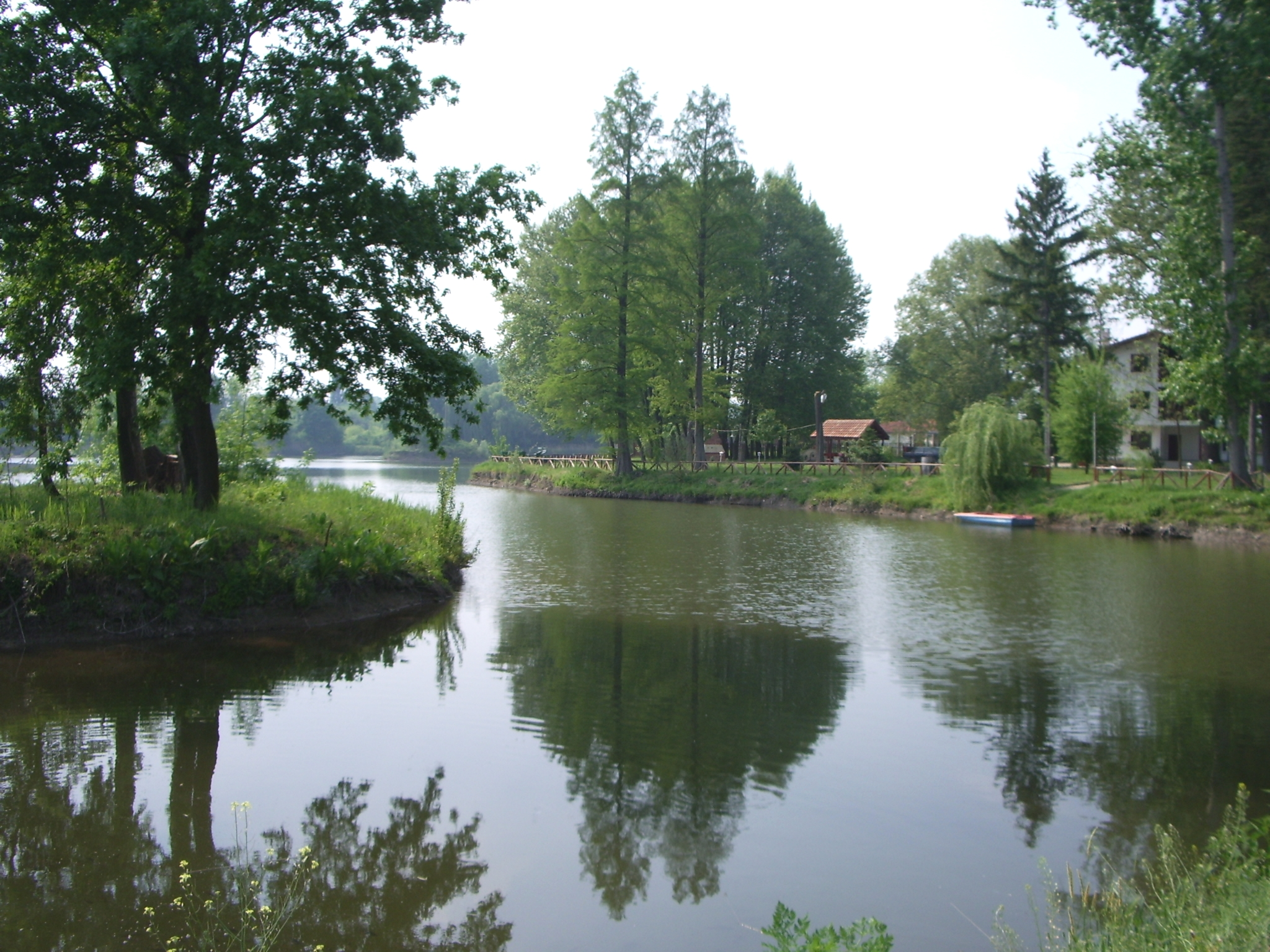
Парк Ормана, Ямбол

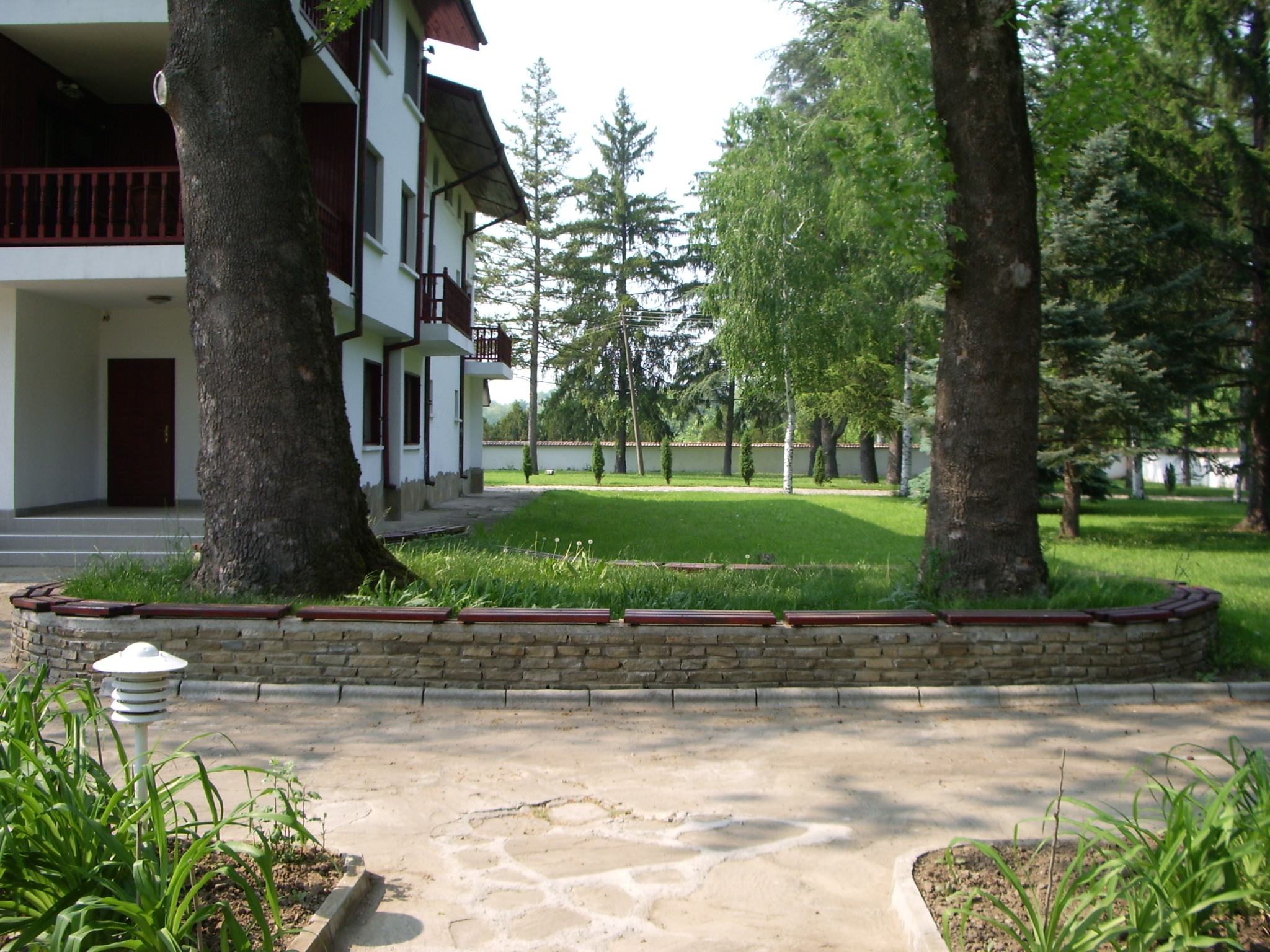
Мисливський будинок, парк Ормана, Ямбол

Стародавнє місто Кабиле біля Ямбола належить до 100 національних туристичних об'єктів. 
- Римська лазня
- Середньовічна фортеця Ямбол

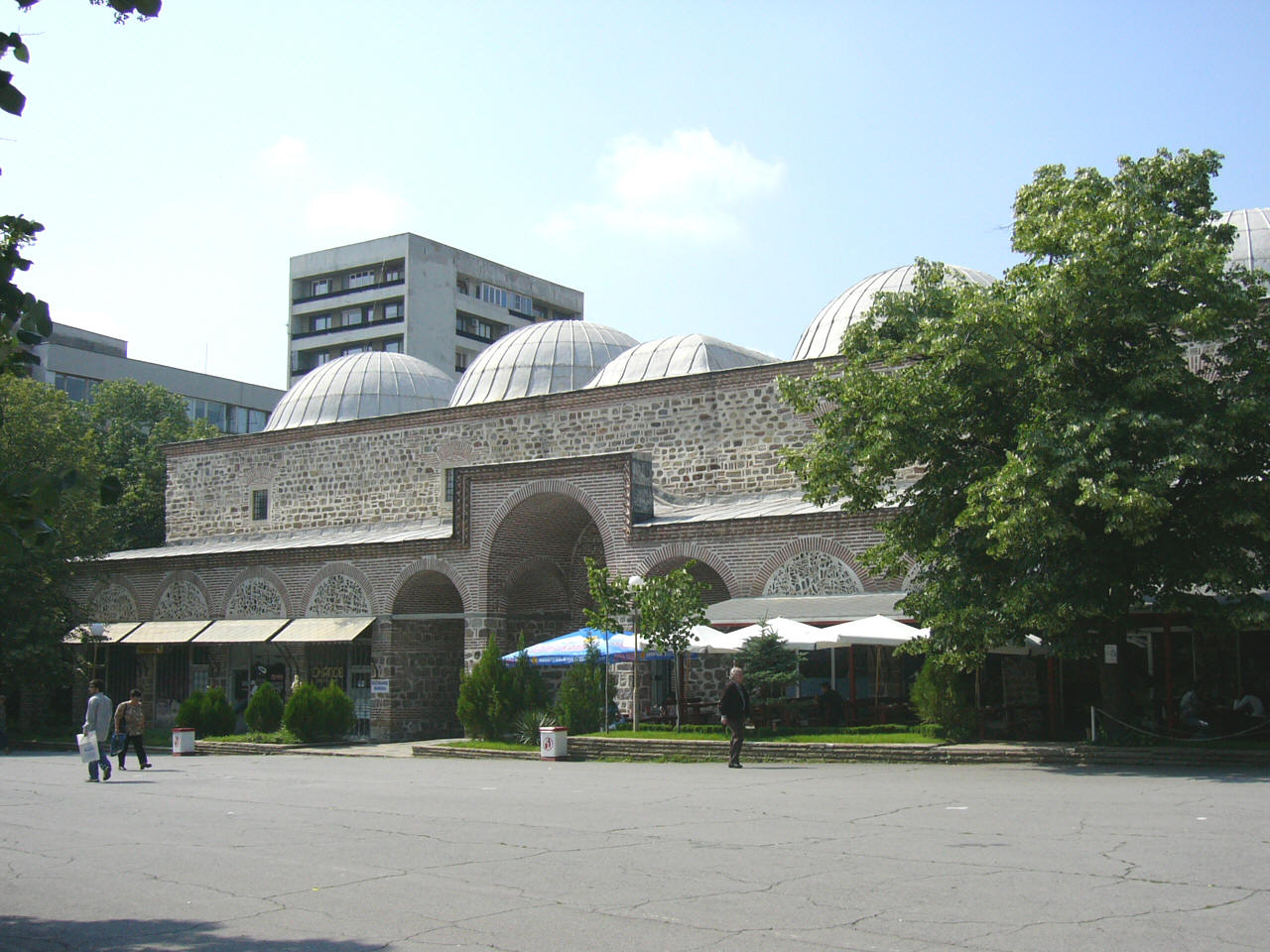
"Безистенет" - побудований в 1509 році

- Безистенет - побудований в 1509 році за зразком інших подібних османських будівель в європейській частині імперії. Експерти кажуть, що його стіни мають кращу акустику в Болгарії і можуть бути використані для різних концертів. Мечеть Ескі є єдиною  османською спорудою, що збереглася майже в повній формі.  У 2015 році  Реконструкція Безистенета здійснюється через фонди ЄС.
- Колишня синагога - сьогодні одна з найбільших художніх галерей.
- Боровець - парк, розташований на однойменному пагорбі у східній частині міста.  Один з двох великих парків Ямбола.  У Боровці є телевежа Ямбола, а також готель-ресторан.

## Знаменитості
- Желю воєвода (1828—1893)— воєвода і національний герой
- Атанас Кожухаров (1831-?)— популярний вчитель і громадський діяч
- Раді Колесов (1831—1862)— болгарський просвітитель, учений, поет, перекладач і народний революціонер
- Георгій Дражев (1848—1876)— революціонер, один з лідерів квітневого повстання 1876 року[13].
- Георгій Папазов (1894—1972)— болгарський і французький художник
- Борис Карадимчев (1933—2014), болгарський композитор кіно і поп-музики
- Митько Щерев (1945 р.) — болгарський композитор, аранжувальник і піаніст
- Стиліян Ковачев — генерал болгарської армії, міністр оборони Болгарії.
- Асен Николов (1891—1946) — болгарський військовий.
- Георгі Господинов (* 1968) — болгарський письменник-постмодерніст.
- Янкова Олена (Єлєна)(1825—1901) — болгарська співачка, фольклористка[14][15].

## Міста-побратими
- Бердянськ (Україна);
- Іжевськ (Удмуртія);
- Вільжуїф (Франція).

## Зовнішні посилання
- Муніципалітет Ямбол [Архівовано 10 лютого 2019 у Wayback Machine.] - офіційний сайт
- Новини з Ямбола [Архівовано 24 березня 2018 у Wayback Machine.]